# 春日由輝
春日 由輝（かすが よしき、1986年12月31日-）は、元日本の俳優。
千葉県出身。身長180cm。元アミューズ所属。劇団プレステージの元劇団員。

## 出演

### テレビ
- 「めざましテレビ」（2005年、フジテレビ） - ワールドキャラバンレポーター
- 「レガッタ」（2006年、テレビ朝日）
- 「バンビ〜ノ!」（2007年、日本テレビ）
- 「フィルムファクトリー」（2008年、テレビ東京）
- 「MW」（2009年、日本テレビ）
- 「畑のうた 2nd Season -真夏の果実」（2009年、テレビ東京）
- 「サムライ・ハイスクール」（2009年、日本テレビ） - 関原出 役
- 「ヤンキー君とメガネちゃん」（2010年、TBS）
- 「日本人の知らない日本語」 第11話（2010年、日本テレビ） - 柴田役
- 「黄金の豚」第6話 （2010年、日本テレビ）
- 韓国ドラマ「サイン」 第8話（2011年、SBS）
- 「おまえなしでは生きていけない」（2011年、NHK BSプレミアム）
- 「ビンタ!〜弁護士事務員ミノワが愛で解決します〜」 第3話（2014年）
- 「妄想捜査」（2012年、テレビ朝日）
- 「銀の劇プレ」（2014年）

### 映画
- 「ワルボロ」（2007年）
- 「踊る大捜査線　THE MOVIE 3」（2010年）
- 「ガクドリ」（2011年） - 藤井大吾 役
- 「ハラがコレなんで」（2011年）
- 「ボクたちの交換日記」（2013年）
- 「東京伝説歪んだ異形都市」（2014年）

### 舞台
- 「マフィアは電柱の根元に葉巻を置いたか?」（2010年）
- 「冒険絵本 PINOCCHIO -ピノキオ-」）2011年）
- 「サイキックフライト!〜頑張る7人のエスパーとあと2、3人〜」（2011年）
- 「サイキックフライト!〜頑張る7人のエスパーとあと2、3人〜」 再演（2012年）
- 劇団プレステージ 第4回公演「Have a good time?」（2012年）
- 劇団プレステージ 第5回公演「ゴーストレイト」（2013年）
- 劇団プレステージPreFesパンティーストッキング of Prestage Project「女戦」（2013年）
- 劇団プレステージ 第6回公演「アウタースペース109」（2013年）
- 劇団プレステージ 第7回公演「ボーンヘッド・ボーンヘッダー」（2014年）
- 劇団プレステージ 第8回公演「ブラックパールが世界を動かす」（2014年）
- 劇団プレステージ 第9回公演「WORLD'S END の GIRLFRIEND」（2015年）
- 劇団プレステージ 番外公演「『ゼツボー荘』より愛を込めて ぶち壊す!!!!!」（2015年）
- 劇団プレステージ 第10回公演「Have a good time?」 再演（2015年）
- 劇団プレステージ 番外公園「君のそばにいたいのに」（2016年）
- 劇団プレステージ 第11回公演「リサウンド 〜響奏曲〜」（2016年）

### CM
- サクセス フローラルフレッシュの香り（2014年）
- JAバンク「新入社員編」（2014年）
- モバイルストライク【Mobile Strike】（2016年）

### イベント
- 劇的に！マザー牧場で動物と劇プレに触れ合おうツアー（2012年10月6日）
- 劇・プレ博2013〜初春の広報戦略〜（2013年3月20日、新宿ロフトプラスワン）
- Prestage Party in PONGI（2014年2月16日、アミューズミュージカルシアター）
- Amuse presents SUPER ハンサム LIVE 2014（2014年12月26日 - 27日、パシフィコ横浜 国立大ホール） - ゲスト出演
- 劇・プレ博2015 〜初夏の広報戦略〜（2015年7月5日、J-SQUARE SHINAGAWA）
- Prestage Party at PIT 〜てんやわんやの大感謝祭〜（2015年11月3日、豊洲PIT）